# Алфа (буква)
Вижте пояснителната страница за други значения на Алфа.
Алфа (главна буква Α, малка буква α) е първата буква от гръцката азбука. В гръцката бройна система с тази буква се означава 1.
Малката буква α се използва като символ за:
- Ъглово ускорение във физиката.
- Обозначение на алфа-частиците във физиката.
- Най-ярката звезда от дадено съзвездие в астрономията.
- Коефициент на температурно разширение